# Marilyn Miller
Marilyn Miller (ur. 1 września 1898 w Evansville, zm. 7 kwietnia 1936 w Nowym Jorku) – amerykańska piosenkarka, aktorka I tancerka.

## Filmografia
- 1929: Sally jako Sally
- 1930: Sunny jako Sunny Peters

## Wyróżnienia
Posiada swoją gwiazdę na Hollywoodzkiej Alei Gwiazd.